# Gaiță albastră
Gaița albastră (Cyanocitta cristata) este o pasăre cântătoare din familia Corvidae, nativă în America de Nord. Aceasta locuiește tot anul în estul și centrul Statelor Unite și Canada de sud, deși populațiile de vest pot fi migratoare. Se înmulțesc în pădurile de foioase și de conifere, și este comună în apropierea zonelor rezidențiale. Este predominantă albastră, cu un piept alb și, o creastă albastră. Are un guler negru în forma de U în jurul gâtului și niște pene negre în spatele crestei. Sexele sunt similare în mărime și penaj. Patru subspecii de gaiță sunt recunoscute.